# Autoestrada A50 (Itália)
A Autoestrada A50 (também conhecida como Tangenziale Ovest di Milano) é uma autoestrada tangencial da zona oeste de Milão, na Itália. Com 33 km de extensão, sua gestão está a cargo da concessionária Milano Serravalle - Milano Tangenziali S.p.A. Juntamente com a A51 e A52, forma o anel viário da capital da Lombardia.

## Percurso
| TANGENZIALE OVEST DI MILANO |      |                                                                                  |      |      |           |                  |
| n°                          | Tipo | Saída                                                                            | ↓km↓ | ↑km↑ | Província | Estrada europeia |
|                             |      | Varese                                                                           | 0,0  | 31,8 | MI        |                  |
|                             |      | Barriera Terrazzano pedágio 2,90€                                                | 0,8  | 31,0 | MI        |                  |
|                             |      | Area Servizio "Rho Ovest"                                                        | 1,2  | --   | MI        |                  |
|                             |      | SS 33 del Sempione Rho - Pero - Fiera di Milano MM1 Rho Fiera                    | 2,5  | 29,3 | MI        |                  |
|                             |      | Torino - Venezia                                                                 | 4,0  | 27,8 | MI        |                  |
|                             |      | Rho Cascina Ghisolfa Junção na saída em direção a Genova-Bologna                 | 5,0  | --   | MI        |                  |
|                             |      | Padana Superiore Milano Gallaratese MM1 Molino Dorino                            | 6,0  | 25,8 | MI        |                  |
|                             |      | Settimo Milanese Milano San Siro Stadio Giuseppe Meazza Fiera Milanocity         | 7,0  | 24,8 | MI        |                  |
|                             |      | Cusago Milano Baggio MM1 Bisceglie                                               | 10,5 | 21,3 | MI        |                  |
|                             |      | Area Servizio "Muggiano"                                                         | 11,9 | 19,9 | MI        |                  |
|                             |      | Nuova Vigevanese Milano Lorenteggio Abbiategrasso - Vigevano - Cesano Boscone    | 14,0 | 17,8 | MI        |                  |
|                             |      | Corsico - Gaggiano SP 59 Vecchia Vigevanese Trezzano sul Naviglio - Buccinasco   | 15,0 | 16,8 | MI        |                  |
|                             |      | Area Servizio "Assago ovest" Concessão nos dois sentidos mediante trecho elevado | 19,0 | --   | MI        |                  |
|                             |      | Genova Assago MM2 Famagosta                                                      | 20,0 | 11,8 | MI        |                  |
|                             |      | dei Giovi Pavia - Rozzano                                                        | 21,0 | 10,8 | MI        |                  |
| BIS                         |      | Rozzano/Quinto de' Stampi Milano Gratosoglio                                     | 23,8 |      | MI        |                  |
|                             |      | Area Servizio "Rozzano est"                                                      | --   | 7,3  | MI        |                  |
|                             |      | della Val Tidone Opera - Locate Triulzi                                          | 26,0 | 5,8  | MI        |                  |
|                             |      | Area Servizio "San Giuliano"                                                     | 29,4 | 2,4  | MI        |                  |
|                             |      | Bologna Tangenziale Est                                                          | 31,8 | 0,0  | MI        |                  |